# Ridgeville, Indiana
Ridgeville är en kommun (town) i Randolph County i Indiana. Vid 2010 års folkräkning hade Ridgeville 803 invånare.